# Condado de Cheyenne (Nebraska)

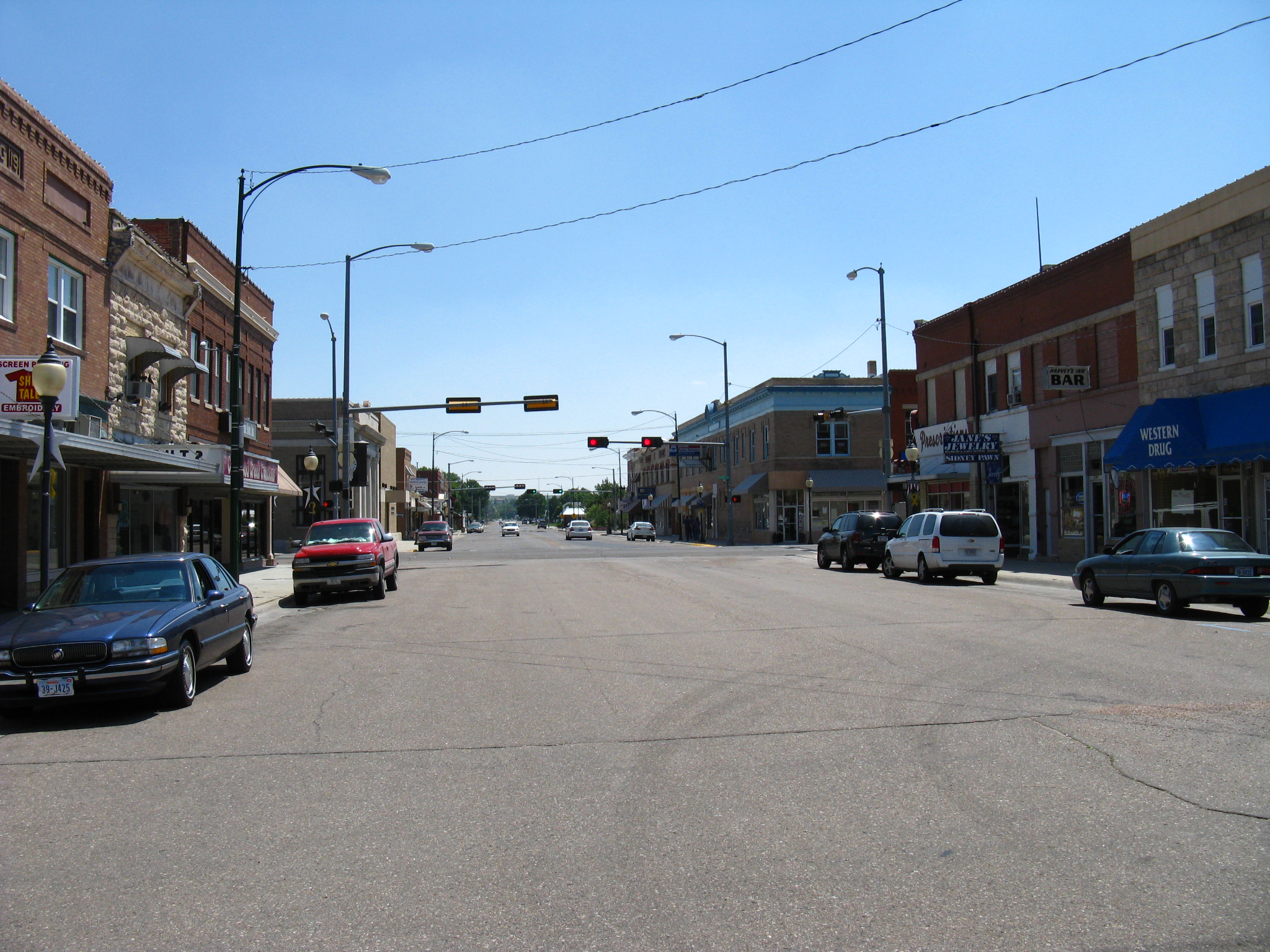
O centro de Sidney, sede do condado de Cheyenne, no Nebraska

O Condado de Cheyenne é um dos 93 condados do estado norte-americano de Nebraska. A sede do condado é Sidney, que é também a sua maior cidade. O condado tem uma área de 3099 km² (dos quais 0 km² estão cobertos por água), uma população de 9830 habitantes, e uma densidade populacional de 6 hab/km² (segundo o censo nacional de 2000). Foi fundado em 1887 e o seu nome provém da tribo ameríndia dos Cheyennes.